# 小曙河乡
31°50′55″N 109°29′10″E / 31.848714°N 109.486116°E
小曙河乡是中国陕西省安康市镇坪县下辖的一个乡。

## 行政区划
小曙河乡下辖以下行政区：
中坝村、门楼村、和坪村、战斗村、安坪村、中坪村、马镇村、亮垭村